# Uptown Funk
Uptown Funk (stilisiert: UpTown Funk!) ist ein Lied, das von dem britischen Musikproduzenten Mark Ronson für sein viertes Album UpTown Special. aufgenommen wurde. Der Gesang stammt von Bruno Mars.

## Entstehung und Veröffentlichung
Sony Music Entertainment veröffentlichte das Stück als die erste Single des Albums am 10. November 2014. Jeff Bhasker unterstützte die Künstler beim Produzieren und Schreiben des Stücks. Weiterhin arbeitete Philip Lawrence an Uptown Funk mit. Das Lied war die vierte Zusammenarbeit von Bruno Mars mit Mark Ronson nach Locked Out of Heaven, Moonshine und Gorilla.

## Musikvideo
Das Musikvideo von Uptown Funk wurde am 17. November 2014 veröffentlicht. Am 19. November erschien das Video auf Vevo und YouTube. Regie führten Bruno Mars und Cameron Duddy.
Besondere Aufmerksamkeit erregte Fleur East mit ihrer Darbietung des Liedes Ende 2014 im Rahmen des Halbfinals der 11. Staffel von The X Factor, da das Lied zu dem Zeitpunkt in Großbritannien noch gar nicht veröffentlicht worden war.
In einem Interview mit Ellen DeGeneres in der Ellen Show erklärten Ronson und Mars, dass das Video in verschiedenen Städten gedreht wurde, in denen Mars aufgetreten ist. Einige Teile wurden auch von 20th Century Fox New York Street Backlot in Los Angeles aufgenommen.
Die Choreographie des dazu gehörigen Videos inspirierte mehrere Flashmobs, unter anderem vor dem Sydney Opera House, oder eine Vorführung durch Cast & Crew von The Big Bang Theory.

## Preise
Mit Uptown Funk gewann Ronson die 2015er Brit Awards in der Kategorie British Single of the Year.

## Kommerzieller Erfolg

### Chartplatzierungen
Uptown Funk war weltweit ein großer Erfolg. In den Vereinigten Staaten, wo auch die meisten Platten verkauft wurden, war der Song 14 Wochen in Folge auf Platz 1 der US Billboard Hot 100. Im Vereinigten Königreich konnte sich der Song sieben Wochen auf Platz 1 der Britischen Musikcharts halten. Im deutschsprachigen Raum konnte Uptown Funk ebenfalls hohe Chartplatzierungen erreichen. Weitere Nummer-eins-Platzierungen gelangen in Australien, Belgien, Frankreich, Irland, Kanada, Neuseeland und Spanien.
| ChartsChartplatzierungen       | Höchstplatzierung | Wochen |
| ------------------------------ | ----------------- | ------ |
| Deutschland (GfK)              | 3 (56 Wo.)        | 56     |
| Österreich (Ö3)                | 6 (47 Wo.)        | 47     |
| Schweiz (IFPI)                 | 2 (65 Wo.)        | 65     |
| Vereinigte Staaten (Billboard) | 1 (56 Wo.)        | 56     |
| Vereinigtes Königreich (OCC)   | 1 (76 Wo.)        | 76     |

| ChartsJahrescharts (2014)    | Platzierung |
| ---------------------------- | ----------- |
| Vereinigtes Königreich (OCC) | 30          |

| ChartsJahrescharts (2015)      | Platzierung |
| ------------------------------ | ----------- |
| Deutschland (GfK)              | 22          |
| Österreich (Ö3)                | 16          |
| Schweiz (IFPI)                 | 9           |
| Vereinigte Staaten (Billboard) | 1           |
| Vereinigtes Königreich (OCC)   | 1           |

| ChartsJahrescharts (2010–2019) | Platzierung |
| ------------------------------ | ----------- |
| Österreich (Ö3)                | 70          |
| Vereinigte Staaten (Billboard) | 1           |
| Vereinigtes Königreich (OCC)   | 2           |

### Auszeichnungen für Musikverkäufe
Uptown Funk wurde weltweit bisher mit 3× Gold, 57× Platin und 5× Diamant ausgezeichnet. Damit wurde die Single laut Auszeichnungen über 20,2 Millionen Mal verkauft.
| Land/Region                  | Auszeichnungen für Musikverkäufe (Land/Region, Auszeichnung, Verkäufe) | Verkäufe   |
| ---------------------------- | ---------------------------------------------------------------------- | ---------- |
| Australien (ARIA)            | 22× Platin                                                             | 1.540.000  |
| Belgien (BRMA)               | 3× Platin                                                              | 90.000     |
| Dänemark (IFPI)              | 3× Platin                                                              | 270.000    |
| Deutschland (BVMI)           | Platin                                                                 | 400.000    |
| Frankreich (SNEP)            | Diamant                                                                | 436.000    |
| Italien (FIMI)               | 5× Platin                                                              | 150.000    |
| Japan (RIAJ)                 | Gold                                                                   | 100.000    |
| Kanada (MC)                  | Diamant                                                                | 800.000    |
| Malaysia (RIM)               | Gold                                                                   | 100.000    |
| Mexiko (AMPROFON)            | 2× Diamant · + Platin                                                  | 660.000    |
| Neuseeland (RMNZ)            | 9× Platin                                                              | 270.000    |
| Niederlande (NVPI)           | Platin                                                                 | 30.000     |
| Norwegen (IFPI)              | 3× Platin                                                              | 120.000    |
| Österreich (IFPI)            | Gold                                                                   | 15.000     |
| Schweden (IFPI)              | Platin                                                                 | 40.000     |
| Spanien (Promusicae)         | 4× Platin                                                              | 160.000    |
| Vereinigte Staaten (RIAA)    | 11× Platin                                                             | 11.000.000 |
| Vereinigtes Königreich (BPI) | 7× Platin                                                              | 4.200.000  |
| Insgesamt                    | 3× Gold · 61× Platin · 5× Diamant ·                                    | 20.461.000 |

Hauptartikel: Bruno Mars/Auszeichnungen für Musikverkäufe